# برج کبوتر شانزده قلو
برج کبوتر شانزده قلو مربوط به دوره پهلوی است و در شهرستان مبارکه، بخش گرکن جنوبی، شهر زیبا شهر، محله خولنجان، جنوب رودخانه زاینده رود واقع شده و این اثر در تاریخ ۲۰ اردیبهشت ۱۳۸۶ با شمارهٔ ثبت ۱۹۰۴۶ به‌عنوان یکی از آثار ملی ایران به ثبت رسیده است.